# James Gralton
James Gralton (17 d'abril de 1886–1945) va ser un líder comunista irlandès, que va esdevenir ciutadà dels Estats Units després d'emigrar-hi l'any 1909, i va ser l'únic irlandès deportat que hi ha hagut mai des d'Irlanda.
El director Ken Loach en va fer una pel·lícula acabada el 30 de maig de l'any 2014 titulada Jimmy's Hall que va ser seleccionada per participar en el Festival de Cannes de 2014.
James Gralton nasqué en una granja a Effrinagh, Parish de Kiltoghert, situat a unes 6 milles de Carrick-on-Shannon al County Leitrim. Els seus pares es deien Micheal Gralton i Alice Campbell.
Gralton emigrà als Estats Units el 1909, però tornà a irlanda per lluitar en la guerra per la independència del seu país, i l'any 1932 essent ja el cap del Revolutionary Workers' Group al comtat de Leitrim, un predecessor del Communist Party of Ireland. Va fer funcionar una sala de ball a Effrinagh on també exposava els seus punts de vista polítics. Hi va haver violentes protestes contra aquests balls, protagonitzades per clergues catòlics, que van acabar amb un tiroteig. Poc després, el 9 de febrer de 1933, va ser arrestat i més tard deportat als Estats Units d'Amèrica, basant-se en el fet que era un estranger. Per això hi va haver protestes públiques organitzades per l'IRA, Irish Republican Army.
Poc abans de morir de càncer d'estómac, a Nova York el 29 de desembre de 1945, es casà amb Bessie Cronogue (m. 1975), una dona de Drumsna, al comtat de Leitrim, a poques milles d'on ell s'havia criat.